# エイミー・B・H・グリーンウェル民族植物園

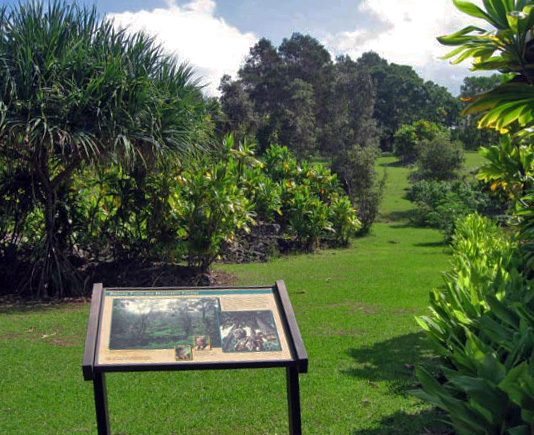
エイミー・B・H・グリーンウェル民族植物園内の説明図。

エイミー・B・H・グリーンウェル民族植物園（エイミー・B・H・グリーンウェルみんぞくしょくぶつえん、英語: Amy B.H. Greenwell Ethnobotanical Garden）は、アメリカ合衆国ハワイ州・ハワイ島にある、ハワイ人の文化と植物の相互関係を自然の中で展示する施設である。

## 概要
エイミー・B・H・グリーンウェル民族植物園は略称「グリーンウェル植物園」、俗称「ハワイ民族植物園」（英語: Hawaii Ethnobotanical Garden）で、アメリカ合衆国ハワイ州・ハワイ島にある、ハワイ人の文化と植物の相互関係を自然の中で展示する施設である。ビショップ博物館に所属していて、英文の正式名称はこの施設を寄贈した、ハワイ島の資産家であるGreenwell家のAmy B.H. Greenwellの名前を冠している。 
この植物園の駐車場では、毎週日曜日に「サウスコナ・グリーンマーケット」（9:00～14:00）が開かれている。
2016年1月以降（一時的に）閉鎖されている。 

## 交通
ハワイ島西部のカイルア・コナからハワイ州道11号線を南へ下ったキャプテンクックにある。 